# Suprotywna Balka
Suprotywna Balka (ukrainisch Супротивна Балка; russisch Супротивная Балка Suprotiwnaja Balka) ist ein Dorf in der ukrainischen Oblast Poltawa mit etwa 320 Einwohnern (2018).

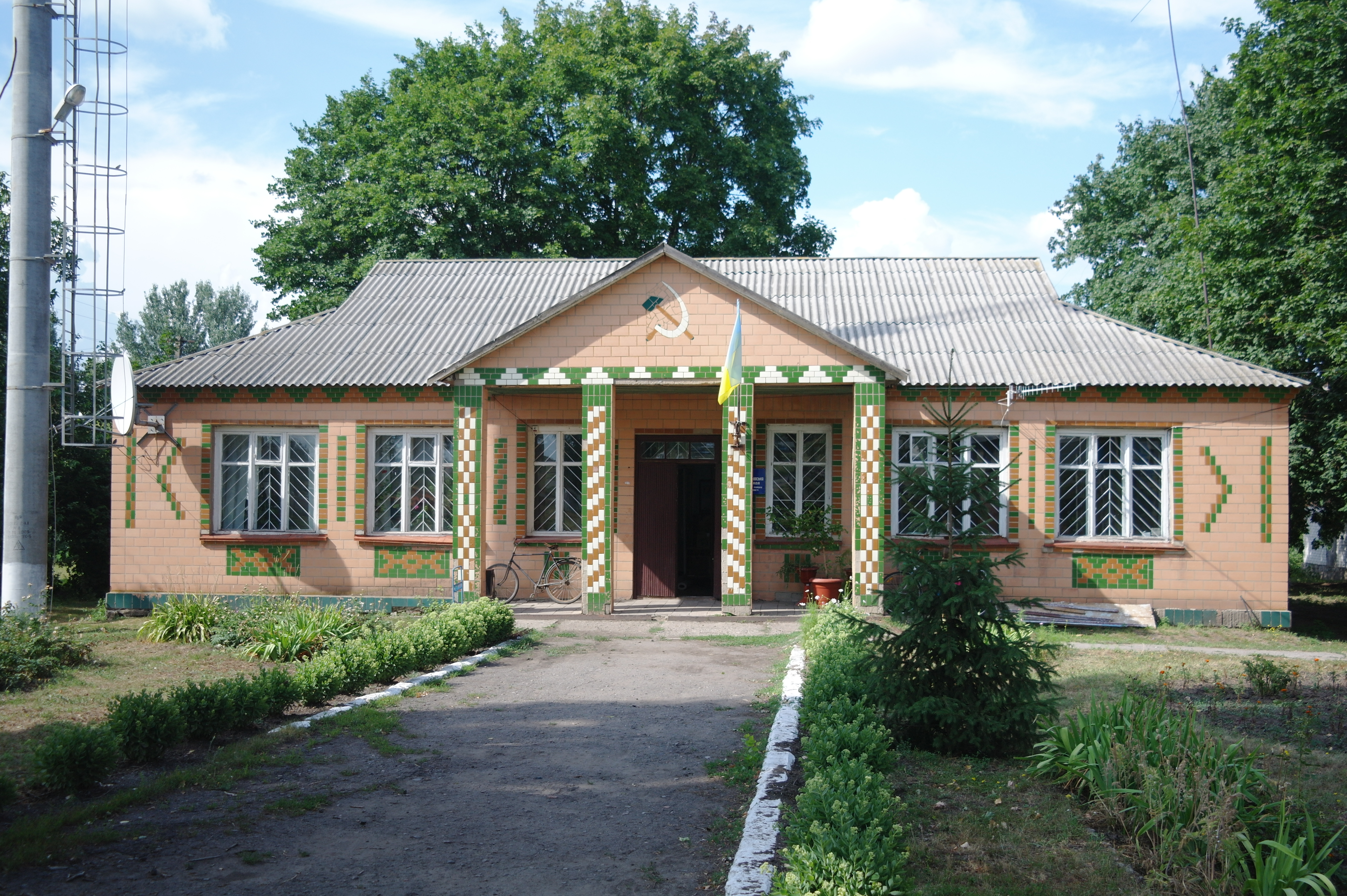
Gebäude des Gemeinderates

Das erstmals 1900 schriftlich erwähnte Dorf liegt auf einer Höhe von 126 m 2,5 Kilometer östlich dem Ufer des Welykyj Kobeljatschok (Великий Кобелячок), einem 29 km langen Nebenfluss der Worskla, 19 km westlich vom ehemaligen Rajonzentrum Nowi Sanschary und etwa 50 km südwestlich vom Oblastzentrum Poltawa.
Die durch das Dorf verlaufende Straße verbindet die nationale Fernstraße N 31 im Westen mit der internationalen Fernstraße M 22 östlich des Dorfes.
Am 12. Juni 2020 wurde das Dorf ein Teil der neugegründeten Siedlungsgemeinde Nowi Sanschary, bis dahin bildete es zusammen mit den Dörfern Kalnyzke (Кальницьке) und Passitschne (Пасічне) die gleichnamige Landratsgemeinde Suprotywna Balka (Супротивнобалківська сільська рада/Suprotywnobalkiwska silska rada) im Westen des Rajons Nowi Sanschary.
Am 17. Juli 2020 kam es im Zuge einer großen Rajonsreform zum Anschluss des Rajonsgebietes an den Rajon Poltawa.